# Ist
Ist je otok u Jadranskom moru, 21 NM sjeverozapadno od Zadra. Površine je 9,73 km² i ima oko 200 stalnih stanovnika. Okružen je brojnim otočićima i hridima.
Na otoku se nalazi istoimeno mjesto s dvjema trgovinama, i nekoliko ugostiteljskih objekata. Ist je dugi niz godina odredište nautičara, ronilaca i ribolovaca. Turiste na otok privlače prirodne ljepote, bogata povijest i gostoljubivost domaćina.

## Demografija
Zaharija Valaresso 1527.g. izvješćuje da Ist ima 95 žitelja, a u Priulija nalazimo da je 1603.g. brojio 17 ognjišta, 59 osoba od pričesti,svih stanovnika 100. Godine 1754. ima 205 stanovnika. Nadbiskup Karaman zabilježio je 1760.g. 20 kuća sa 183 žitelja. 1818.g. ima 215 osoba, a Novak je 1825.g. ustanovio 36 obitelji, 60 djece, svih stanovnika 230. Godine 1857. ima 332, 1881.g. 409, a 1931.g. 476 stanovnika.Poslije slijedi pad: 1948.g. 466 stanovnika, a 1953.g.456.
Apsolutno većinsko i jedino autohtono stanovništvo su Hrvati.

## Povijest
Prvi se put Ist spominje 1311. godine pod nazivom OST, a 1527. g. se spominje pod imenom ISTO. Naziv je ilirskog porijekla, a njegovo je značenje nepoznato. Hrvati su tu zatekli starosjedioce Romane, od kojih su preuzeli današnje nazive za rtove, uvale i otočiće oko Ista: Funestrala, Klunda, Mavrela, Skrivalica, Turtula, Pendulj itd. Valerije je 1579. g. zabilježio da je crkva sv. Nikole u Istu podređena župniku Molata, a 1603. g. za Priulijeva pohoda Ist je sastavni dio kapelanije Zapuntela podređenog Molatu. Zapuntelski kapelan svake druge nedjelje dolazi na Ist celebrirati, a ponekad drži zbog bolesnika euharistiju u crkvi sv. Nikole. Tada su se Išćani ukopavali u zapuntelskom groblju. Početkom XVIII stoljeća Ist se odcijepio i postao samostalna župa. Prvi se župnik spominje 1729.g. Iz tog je doba sačuvan glagoljski kodeks "Libar od krizme i Duš" (1721. – 1825.).
Važnije godine i događaji
- Od 1890.g. Išćani počinju ići u navigaciju na velike škune. Tih se godina počinje ići u Ameriku s ciljem zarade novaca za izgradnju kuća. Većina tamo ostaje 6 do 8 godina. Masovniji odlazak bio je od 1905. do 1910.g. Poslije povratka mnogi Išćani kupuju brodove (jedrenjake i motorne jedrenjake). Ist 1928. – 1940.g. ima najveću mornaricu u Dalmaciji po tonaži (17 brodova od 120 do 650 tona nosivosti).
- Osnovna škola postoji od 1880.g. i to u istoj zgradi u kojoj je i danas.
- Poljoprivredna zadruga je osnovana 1912.g., a iste godine se osniva Narodna čitaonioca "Ljudevit Gaj". 1941.g. se dovršava današnja zgrada "Doma kulture".1925.g se osniva tamburaški zbor.
- U jesen 1940.g. dovršen je vodovod od cisterne do Bratskog dvora.
- 29. veljače 1944. - pomorski sukob između eskadrile razarača "Le Terrible", "Le Malin" i "Le Fantasque" Slobodne francuske mornarice i snaga Kriegsmarine od dvije korvete, dva torpedna čamca i tri minolovca koji su štitili teretnjak. Francuzi su uspjeli uništiti njemački teretni brod, torpedni čamac i korvetu te teško oštetili drugi torpedni čamac bez vlastitih gubitaka prije povlačenja.[3]
- Glavnu rivu je sagradila Austro-Ugarska, a produžena je 1947.g.
- Pošta s telegrafom postoji od početka Prvog svjetskog rata, a 1983.g. je napravljena zgrada u kojoj je danas pošta i ambulanta.
- 1958.g. se gradi zgrada s električnim dizel agregatom, dok se struja s kopna dovodi 1966.g.
- Nova crkva Sv. Nikole je sagrađena 1856.g. Na brdu Straža je crkva Gospe od zdravlja (poznatija kao crkva Gospe od sniga), izgrađena oko 1800.g.,a dograđena 1930.g.

## Šport
Od 2008. održava se Plivački maraton "Oko Benušića" - Ist. 
Otočki košarkaški turnir "Ist" održava se od 1976. zadnje subote u srpnju.

## Poznate osobe
- Dina Levačić, hrvatska daljinska plivačica, prva Hrvatica koja je preplivala La Manche, ujedno tek šesta osoba u povijesti daljinskog plivanja koja je za 90 dana isplivala trostruku krunu – mostove Manhattana u New Yorku, kalifornijski zaljev od otoka Cataline do San Pedra, te La Manche.[5][6]

## Zanimljivosti
- Bogata etnološka baština otoka svijetu je otkrivena 1774. preko putopisa Alberta Fortisa “Viaggio in Dalmazia”.
- Kornelija Kuvač–Levačić i Patrik Levačić: “Čudnovate priče otoka Ista, prilog proučavanju usmene tradicije i vjerovanja otoka Ista” - rad koji sadrži kazivanja mještana o najstarijim legendama otoka[7]

## Vanjske poveznice
|  | Zajednički poslužitelj ima još gradiva o temi Ist |